# Anthurium huacamayoense
Anthurium huacamayoense är en kallaväxtart som beskrevs av Thomas Bernard Croat. Anthurium huacamayoense ingår i släktet Anthurium och familjen kallaväxter. Inga underarter finns listade.